# ダニス・タノヴィッチ
ダニス・タノヴィッチ（Danis Tanović, 1969年2月20日 - ）はユーゴスラビア（現在はボスニア・ヘルツェゴビナ）出身の映画監督・脚本家である。

## 略歴
ボスニア中央部の都市ゼニツァ生まれ。両親共にボシュニャク人。サラエボ大学音楽院でピアノを専攻した。その後舞台芸術アカデミーで学んだが、1992年にボスニア紛争が勃発。サラエヴォ包囲により勉強の中止を余儀なくされた。
ボスニア軍にカメラマンとして参加し、最前線で紛争の様子を撮影した。タノヴィッチと彼のクルーが撮影した映像は、ボスニア紛争の資料映像としてニュースでよく使われた。
その後勉強を再開するためにベルギーに移り、1997年に卒業。ボスニアとベルギーの二重国籍を持つ。
ボスニア紛争を題材にした初監督作品『ノー・マンズ・ランド』で、カンヌ国際映画祭脚本賞やアカデミー外国語映画賞を受賞をはじめ42の賞を受賞。アカデミー賞受賞演説では「この映画は私の国、ボスニアのためにある」と締めくくった。
2002年には、アメリカ同時多発テロ事件をテーマに11カ国の監督がオムニバス形式で綴った『11'09''01/セプテンバー11』のボスニア編を担当。イギリス編はケン・ローチ、日本編は今村昌平、アメリカ編はショーン・ペン、メキシコ編はアレハンドロ・ゴンサレス・イニャリトゥが担当している。
2005年にはポーランドのクシシュトフ・キェシロフスキ監督が遺した三部作（天国編・地獄編・煉獄編）のうち、『地獄編』を『美しき運命の傷痕』としてフランスで映画化した。『天国編』はトム・ティクヴァ監督により2002年に『ヘヴン』として映画化された。
2007年までパリに住み、現在は妻と5人の子どもとサラエヴォに戻り、舞台芸術アカデミーで教授職に就いている。2008年にはサラエヴォを拠点に草の根政党「Naša Stranka」を設立し、10月の地方選挙から参加した。2011年、サラエヴォ大学から名誉博士号を授与。
2013年の『鉄くず拾いの物語』でベルリン国際映画祭の銀熊賞 (審査員グランプリ)と主演男優賞を受賞。
2014年の『汚れたミルク/あるセールスマンの告発』では、ネスレが製造販売する粉ミルクによって乳幼児が病気になってゆく状況に抗議した元ネスレ社員、サイヤド・アーミル・ラザをモデルに、良心による多国籍企業ラスタとの闘いを描いた。この作品は日本を含む全世界で公開されたが、ネスレは公式サイトの特設ページで映画とアーミルの主張を全面否定した。

## フィルモグラフィー
- ノー・マンズ・ランド No Man's Land (2001) 監督・脚本・音楽
- 11'09''01/セプテンバー11 11'09''01 - September 11 (2002) ボスニア・ヘルツェゴビナ編を監督・脚本
- 美しき運命の傷痕 L' Enfer (2005) 監督・脚本
- 戦場カメラマン 真実の証明 Triage (2009) 監督・脚本
- 鉄くず拾いの物語 Epizoda u životu berača željeza (2013) 監督・脚本
- 汚れたミルク/あるセールスマンの告発 Tigers (2014) 監督・脚本
- サラエヴォの銃声 Smrt u Sarajevu (2016) 監督・脚本